# Loving Hut
Loving Hut (in italiano Capanna affettuosa) è una catena internazionale di ristoranti e café vegani.
È stata fondata da Ching Hai ed ha più di 200 ristoranti sparsi per il mondo. Ogni ristorante offre le proprie specialità con l'obiettivo di proporre menù vegan con una spesa contenuta.
Lo slogan di Loving Hut è Be Vegan, Make Peace (in italiano Sii Vegan, Promuovi la Pace).
L'unica filiale italiana è a Rimini.